# Gare de Breteuil-Embranchement
Gare de Breteuil-Embranchement vasútállomás Franciaországban, Bacouël településen.

## Vasútvonalak
Az állomást az alábbi vasútvonalak érintik:
- Párizs-Lille-vasútvonal

## Kapcsolódó állomások
A vasútállomáshoz az alábbi állomások vannak a legközelebb:
- Gare de La Faloise
- Gare de Gannes